# Хирмусе (река)
Вижте пояснителната страница за други значения на Хирмусе.
Хирмусе (на естонски език: Hirmuse jõgi) е река в Северна Естония, Oбласт Ляяне-Виру, приток на Пуртсе. Дължината ѝ е 21,9 km.
Реката извира от блатите на природен резерват Сиртси. Влива се в Пуртсе при село Хирмусе.
Площта на водосборния басейн на реката е 110,6 km³.